# Comuna Ripeana, Starîi Sambir
Ripeana (în ucraineană Ріп'яна) este o comună în raionul Starîi Sambir, regiunea Liov, Ucraina, formată din satele Dnistrîk, Ripeana (reședința) și Smerecika.

## Demografie
Componența lingvistică a comunei Ripeana
     Ucraineană (100%)
Conform recensământului din 2001, toată populația comunei Ripeana era vorbitoare de ucraineană (100%).